# Ernst Höse
Ernst Höse (* 14. August 1909 in Arnstadt, Thüringen; † 27. Juli 1968) war ein baden-württembergischer Landtagsabgeordneter (SPD).

## Leben
Höse wurde 1909 in Arnstadt geboren. Er war Konstrukteur und wurde vor 1933 Mitglied der SPD und Mitglied im Deutschen Metallarbeiter-Verband. Ab 1933 war er Mitglied der Deutschen Arbeitsfront und von 1942 bis 1945 Mitglied der Nationalsozialistischen Volkswohlfahrt. Zeitweise war er inhaftiert.
Nach dem Krieg setzte er sich für den Wiederaufbau ein und wurde bei der Wiedergründung der SPD in Friedrichshafen zum zweiten Vorsitzenden gewählt.
Er war Mitglied der Verfassunggebenden Landesversammlung (1952–1953) und anschließend Abgeordneter des 1. baden-württembergischen Landtages (1953–1956). Er zog über die Landesliste in den Landtag ein.